# Druki nowsze

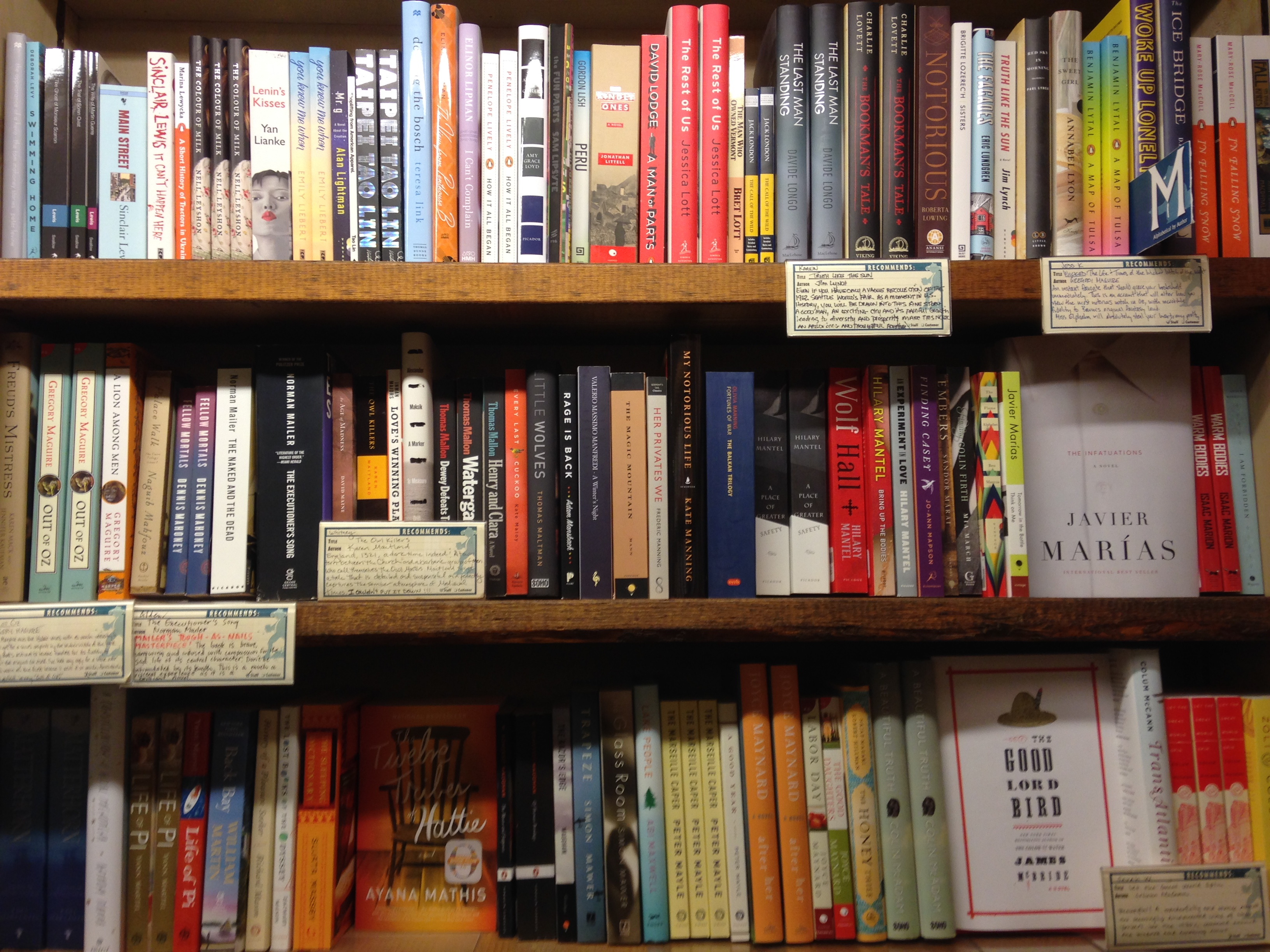
Książki z początku XXI wieku w księgarni

Druki nowsze – wszystkie publikacje drukowane z okresu od XIX wieku do czasów współczesnych. Obecnie przyjmuje się, że początkiem okresu druków nowszych jest rok 1801, ale w Anglii uznaje się, że są to lata 40. XVII wieku.
Trwająca od XIX wieku epoka druków nowszych związana jest z rewolucją przemysłową w Europie. Postępy nauki, przemysłu i rzemiosła oraz idee wolności myśli, słowa i druku, przenikające warstwy oświecone wywołały rozwój piśmiennictwa, produkcji wydawniczej i drukarstwa. W ówczesnym czasie powstał nowy rodzaj przedsiębiorstw uniwersalnych obejmujących wszystkie gałęzie wytwarzania i rozprowadzania książek, charakterystyczny dopiero dla tego okresu. Umożliwiło to popularyzację wiedzy i upowszechnienie literatury. Z czasem pojawiła się także potrzeba popularyzacji nauki i czytelnictwa w szerszych kręgach społeczeństwa, co miało swoje źródło głównie w rozwoju przemysłu maszynowego i zapotrzebowania na wiedzę ogólną i fachową.